# 気質
気質（きしつ、temperament）とは、人間や哺乳類などの動物の集団が先天的にもっている刺激などに反応する行動特性である。
性格と同一視されやすいが、性格は気質から作られる各個体の行動や意欲の傾向である。なお、この気質はヒポクラテスの古代ギリシア医学における四体液説に由来する。

## 人間
古代ギリシャ時代に医学として研究され後に心理学の研究対象となった。
なお一卵性双生児は気質が極めてよく似ていることが知られ、近年のヒトゲノム計画など遺伝子研究の発展から人間行動遺伝学で関連遺伝子が盛んに研究されている。
発達心理学では、乳幼児期の個人差を「気質」と表現する。

### 心理学気質類型論

#### クレッチマーの気質分類
エルンスト・クレッチマーの著作Körperbau und Charakter（『体格と性格』）による気質分類は以下のとおりである。
- 循環型気質：社交的なときと静かなときが交互に出る
- 分裂型気質：非社交的、気づかないところと気づくところ両方が出る
- 粘着型気質：几帳面、やることは凝る

## 動物
犬についてはドーベルマンのWACテストや気質指標となるアメリカンケンネルクラブ(AKC)でにのグッドシチズン・テスト"Canine Good Citizen test"(GCT)などの気質検査が行なわれている。また、犬や猫については動物行動学においても研究され、また動物行動遺伝学で盲導犬などの気質に関与する性格関連遺伝子（ドパミン受容体であるドパミンD4受容体遺伝子）についての研究がなされている。
2005年に犬の品種間の気質などの遺伝子の差は人間の個性レベルであるとの発表もなされた。

## 注
1. ↑  エルンスト・クレッチマー (1977) [1921] (ドイツ語). Körperbau und Charakter : Untersuchungen zum Konstitutionsproblem und zur Lehre von den Temperamenten. Auflage. ASIN 3540082131. ISBN 978-3540082132:Körperbau und Charakter: Untersuchungen zum Konstitutionsproblem und zur Lehre von den Temperamenten - Google ブックス
2. ↑  Gesamturteile über Körperbau und Charakter im Kontext von Intuitionismus, Holismus, Organizismus (PDF)
3. ↑  エルンスト・クレッチマー、斎藤良象（訳）、1944年（昭和19年）、『体格と性格』、肇書房 ASIN B000JB23LO